# Runovládci
Runovládci je série románů amerického autora Davida Farlanda. První část byla vydána v roce 1998.
V universu Runovládců existuje unikátní systém magie, který si zakládá na určitých vlastnostech, jako například síla, půvab a důvtip. Tyto vlastnosti mohou být přeneseny z jedné osoby (tvora) na druhého při procesu zvaném „dar odkazu“. Osoby, které těchto odkazů sklidily mnoho, se stávají velice mocnými, jejich schopnosti přesahují lidské meze a jsou známi jako Runovládci.

## Svazek Krále Země

### Suma všech lidí
Princ Gaborn Val Orden se při své výpravě za rukou princezny Iomy Sylvarresty ocitne v samotném ohnisku vpádu runovládce Raj Ahtena do království Heredonu.

### Vlčí bratrstvo
Raj Ahten a vojska Rofehavanu vytvoří alianci a společně se vypraví do bitvy proti invazi Ničitelů.

### Zrození čarodějky
Po bitvě u Carrisu Gaborn vede Rofehavanská vojska za prchajícími zbytky hordy ničitelů, zatímco Raj Ahten se navrací do svého rodného Indhopalu čelit dalším vlnám invaze ničitelů.

### Jediná pravá vládkyně
Malá dívka Averran vzala mozek ničitele a získala jeho vzpomínky. Díky této schopnosti se stává klíčem k nalezení sídla ničitelů a odvrácení jejich hrozby.

### Doupě kostí
Gaborn Val Orden vede expedici do srdce podzemního labyrintu, aby skolil jedinou pravou vládkyni ničitelů a navždy tak ochránil lidstvo.

## Svazek Potomků Země

### Vzkříšení nesmrtelného
9 let po událostech Doupěte kostí, Gaborna, Krále Země konečně dožene jeho věk a skoná. Na tento moment dlouho čekající nepřátelé Země povstávají z úkrytů a snaží se převzít vládu. Gabornův nejstarší syn Fallion, stále pouhý chlapec, musí bojovat a snažit se přežít.

### Čaroděj v srdci světa
Fallion se navrací do Mystarie a je přelstěn, aby spojil svůj svět s jiným, když se snaží obnovit jediný pravý svět. V druhém stínovém světě se nachází Areth Sul Urstone, což je inkarnace Fallionova otce, Gaborna Val Ordena, je však vězněn a pokoušen obrovským zlem.

### Wyrmlingské hordy
Paní Zoufalství mučí Falliona díky runám soucitu. Obě strany se snaží získat moc nad obrovskými zásobami krvavého kovu, kterého je na novém světe velké množství. Paní Zoufalství začíná do své armády připojovat společníky z jiných světů a Rhianna využívá nově získané moci Paní Zoufalství k tomu, aby Falliona vysvobodila. Fallion se později ochotně vrací s Vulgnashem.

### Proroci Chaosu
Borenson s Myrrimou se vrací z Landesfallenu na Ox Port, kde jsou loveni wyrmlingy, ale skálopevně chránění wyrmlingským velitelem, Crull-maldorem, který se snaží pomoci Borensonovi/Aath Ulberovi v jeho prorokovaném vítězství nad vládcem Zul-Toracem.

### A Tale of Tales
Prozatím nevydaný díl. V červnu 2014, autor knihy David Farland vydal oznámení, že na knize pracuje a již napsal 500 stran. Prozatím není stanovené datum vydání. V dubnu 2017 napsal David Farland krátkou zprávu na svém Facebook účtu, že na knize stále pracuje, a že již má přibližně 700 stran.

## Legendy a historie

### Daylan Kladivo - Suma všech lidí
Existuje legenda, která vypráví o tzv. Sumě všech lidí, o lidem milovaným muži s nezměrným množstvím odkazů, který se stal nesmrtelným a své odkazy si uchoval i poté, co jeho zasvěcenci umřeli. Síla jeho zasvěcenců do něj proudila záhadným způsobem bez jakéhokoliv postihu jeho zasvěcenců. V knihách se Daylan objevuje ve zmínkách jako Suma všech lidí, v sedmé knize je odhaleno, že Daylan je jedním ze zářících. Také vychází najevo, že Daylan má pouhé 4 odkazy síly, oproti množství odkazů v legendách. Sám Daylan prý začal rozšiřovat ony legendy, jejich smysl však nebyl odhalen.

### Král Země
Stejně jako Suma všech lidí, tak i Král Země je legendární postavou mezi kulturami. Prvním lidským Králem Země, přestože existovalo více králů různých ras, byl Erden Geboren, který sjednotil lidstvo a pomocí svých nadpřirozených sil a moci Země jej ochránil proti Tothům a Ničitelům.
Tóthové byli zničeni, avšak Ničitelé přežili. Geborenovo království se po jeho smrti nakonec rozpadlo a královské rodiny většiny národů jsou úzce spojeny právě s Geborenovým odkazem, protože jsou to povětšinou potomci jeho nejvěrnějších pobočníků a Geborenovi příbuzní.
Král Země je obvykle obdařen nesmírnou kouzelnou mocí, kterou vládnou správci Země, neboli čarodějové Země. Dokáže spát pohřben v půde a komunikovat se samotnou Zemí ve svých snech. Králové Země jsou známí také tím, že oplývají schopností "Zraku Země", velký dar, díky kterému mohou vidět na obrovské vzdálenosti, nebo přímo do duší jiných lidí. Díky tomuto může posoudit, kteří z lidí jsou hodni záchrany a následně si je vyvolit a vytvořit si s nimi magické pouto.
Král Země dokáže vycítit nebezpečí blížící se k jeho vyvoleným a také jim předávat telepatické zprávy. Smrt vyvoleného provází velká bolest Krále Země. Legendy praví, že Erden Geboren zemřel bez jediného viditelného šrámu, právě kvůli zlomenému srdci ze smrti mnoha jeho vyvolených.